# 马边楼梯草
马边楼梯草（学名：Elatostema mabienense）是荨麻科楼梯草属的植物，为中国的特有植物。分布在中国大陆的四川等地，生长于海拔1,600米的地区，常生长在山地林下，目前尚未由人工引种栽培。

## 异名
- Elatostema mabienense W. T. Wang var. sexbracteatum W. T. Wang